# Обсерваторія Університету Анкари
Обсерваторія Університету Анкари (тур. Ankara Üniversitesi Gözlemevi, англ. Ankara University Observatory) — астрономічна обсерваторія, якою керує кафедра астрономії та космічних наук факультету наук Університету Анкари. Заснована в 1959 році нідерландським астрономом Егбертом Крейкеном. В даний час він складається з дев'яти оптичних телескопів і вже виведеного з експлуатації радіотелескопа. Історичні інструменти виставлені в музеї при обсерваторії.

## Історія

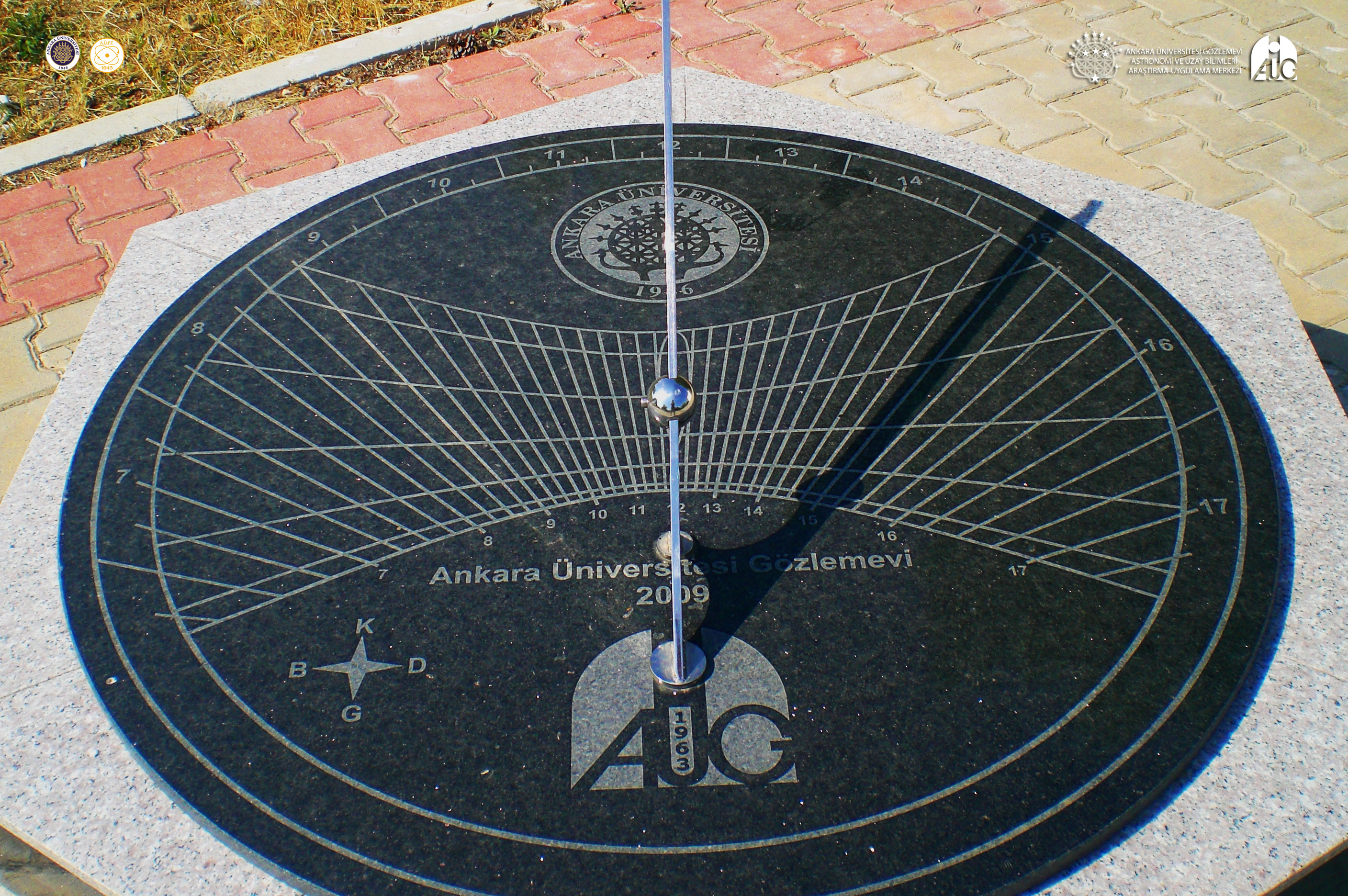
Сонячний годинник в обсерваторії

Факультет природничих наук Анкарського університету в 1954 році вирішив створити обсерваторію і розпочати за її допомогою астрономічні дослідження. Ахлатлибел був обраний як ідеальне місце, бо знаходився достатньо далеко від центру Анкари, щоб уникнути світлового забруднення, мав у середньому 300 ясних ночей на рік і був добре поєднаний транспортом з кампусом університету. Він знаходиться у 8 км на південь від Анкари на висоті 1256 м над рівнем моря.
Головна будівля та три куполи були закладені в 1959 році. Офіційне відкриття обсерваторії відбулося 26 серпня 1963 року під час міжнародної астрономічної конференції. Наукові дослідження спочатку проводилися за допомогою радіотелескопа нідерландського виробництва, 5-сантиметрового астрографа, 15-сантиметрового цейсівського телескопа Куде для сонячних спостережень, мікрофотометра та фотометра.

## Обладнання

### Телескопи
Телескоп Крейкена Т40
- Діаметр: 406 мм
- Фокусне співвідношення: f/10
- Фокусна відстань: 4000 мм

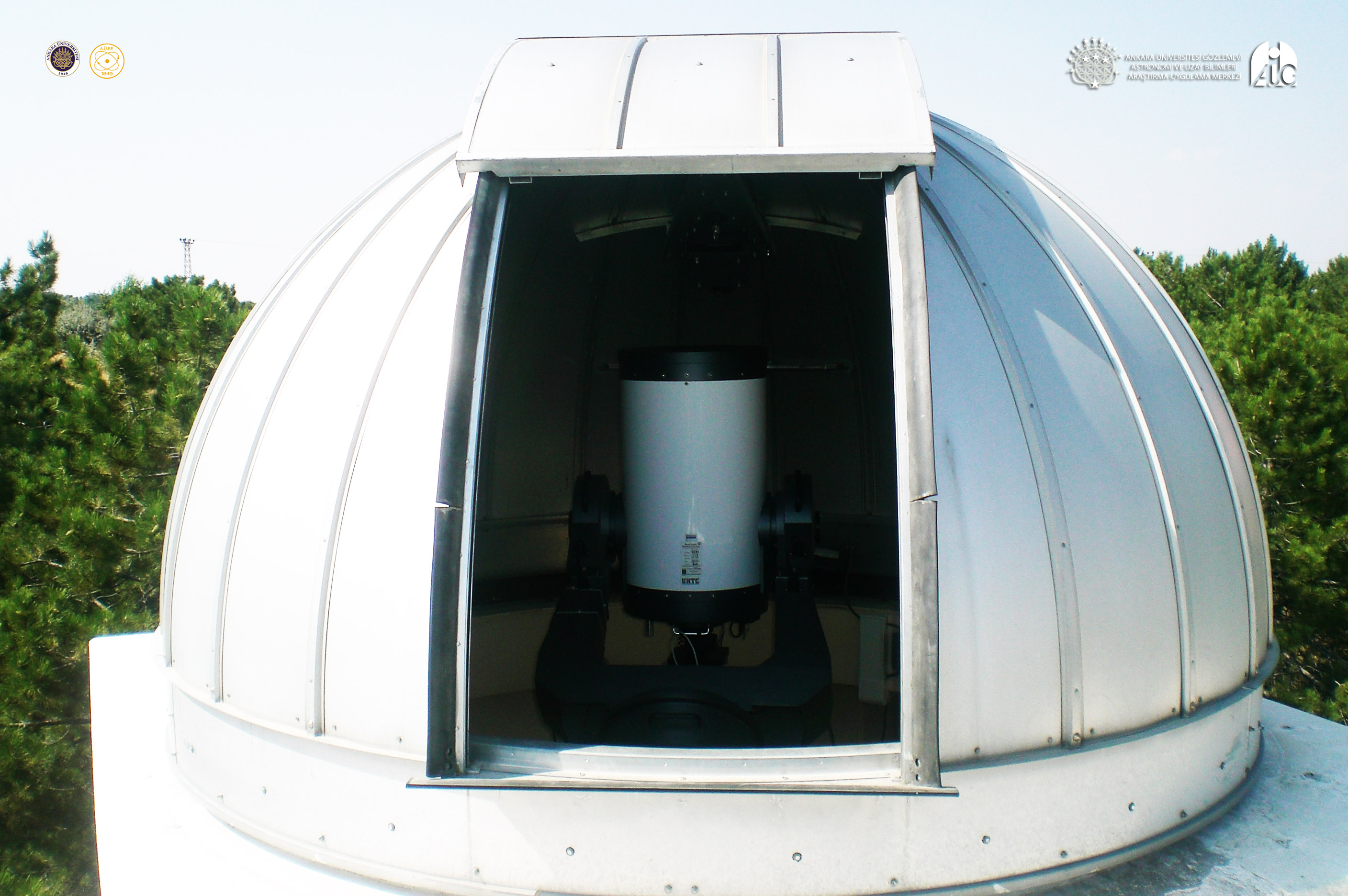
Телескоп Крейкена Т40 і його купол

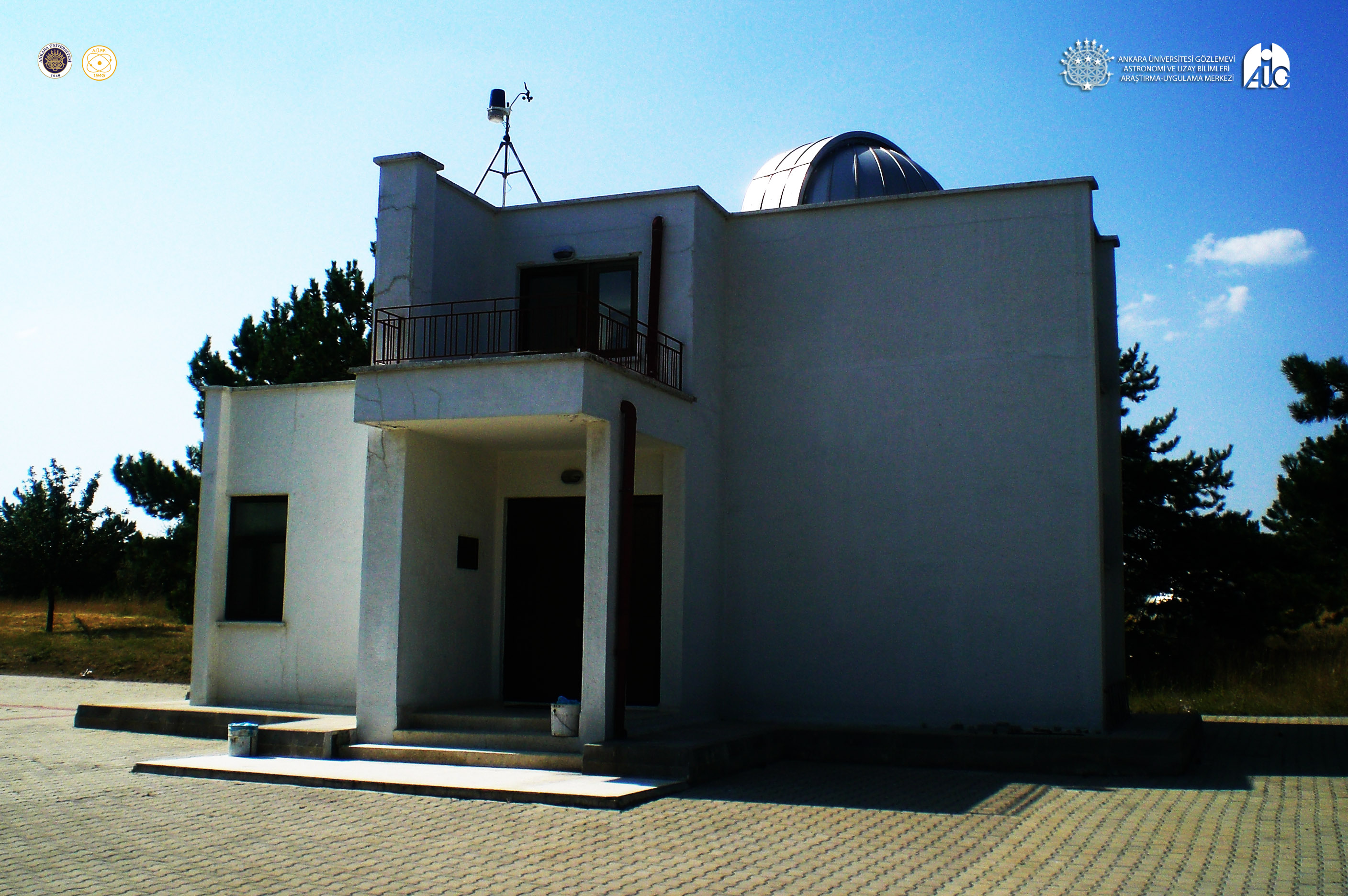
Будівля телескопа Крейкена Т40

- Масштаб зображення: 51 кутова секунда/мм
- Виробник: Meade Instruments, Каліфорнія, США
- Інструменти у фокальній площині: ПЗЗ-камера Apogee ALTA U47+, колесо фільтрів, різні окуляри.

Названий на честь Егберта Адріана Крейкена, засновника обсерваторії. Використовується здебільшого для фотоелектричних фотометричних спостережень затемнюваних подвійних і змінних зір.
Телескоп Т35
- Діаметр: 356 мм
- Фокусне співвідношення: f/10
- Фокусна відстань: 3556 мм

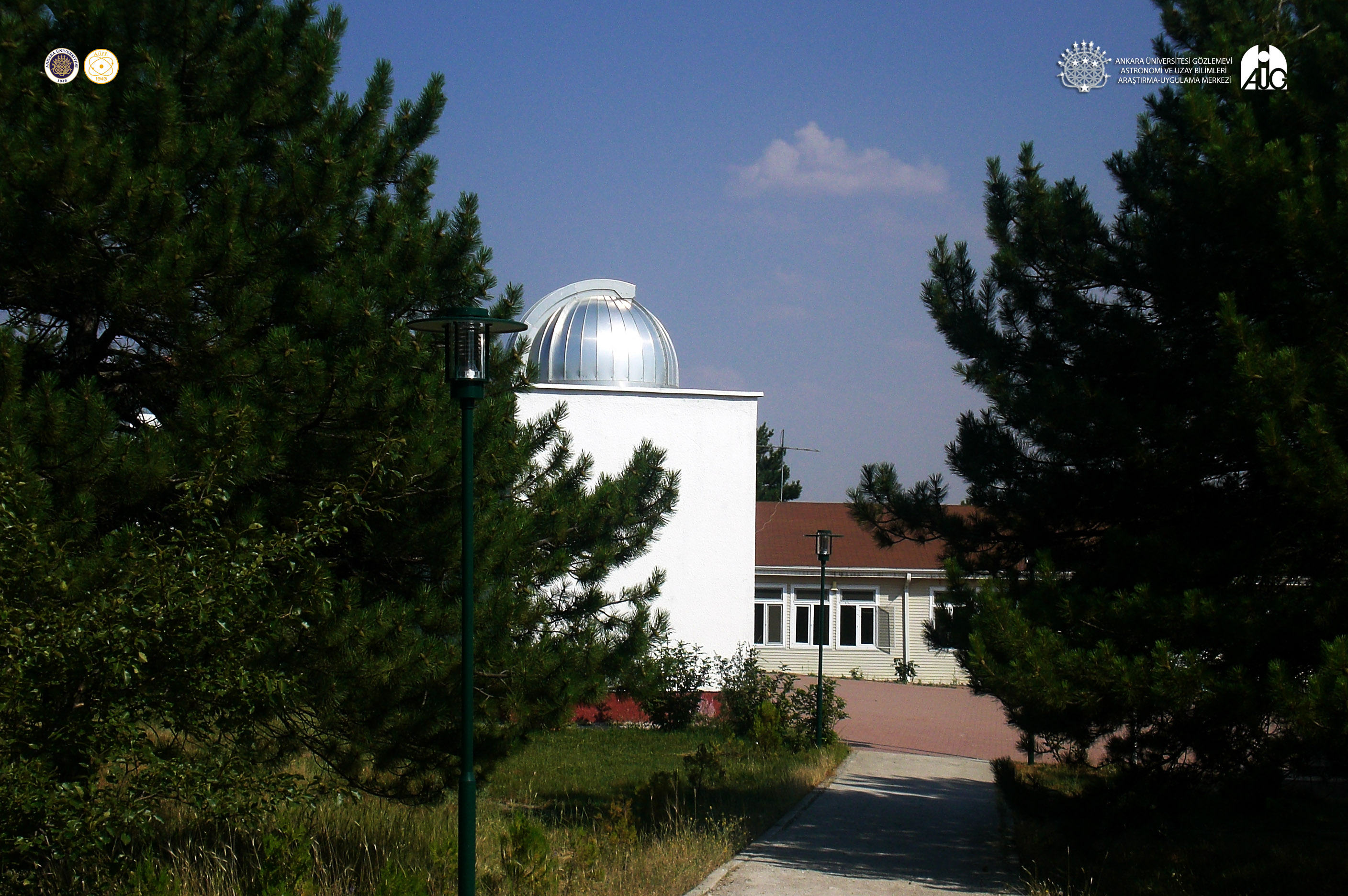
Купол телескопа T35

- Масштаб зображення: 58 кутових секунд/мм
- Виробник: Meade Instruments
- Інструменти у фокальній площині: ПЗЗ-камера Apogee ALTA U47+, колесо світлофільтрів, різні окуляри.

Телескоп діаметром 356 мм, встановлений у 2011 році в колишньому куполі телескопа Максутова, використовується для спостереження за подвійними зорями та фотоелектричними ефектами змінних зір.
Телескоп Максутова Т30
- Діаметр: 300 мм
- Фокусне співвідношення: f/16
- Фокусна відстань: 4800 мм
- Масштаб зображення: 43 кутові секунди/мм
- Виробник: E. Popp Tele-Optik, Цюрих, Швейцарія
- Інструменти у фокальній площині: одноканальний фотоелектричний фотометр Optec SSP-5A, стандартна 1-мілліметрова діафрагма, світлофільтри.

Телескоп діаметром 300 мм для спостереження подвійних зір і фотоелектричних ефектів змінних зір.
Телескоп Куде T15
- Діаметр: 150 мм
- Фокусне співвідношення: f/15
- Фокусна відстань: 2250 мм

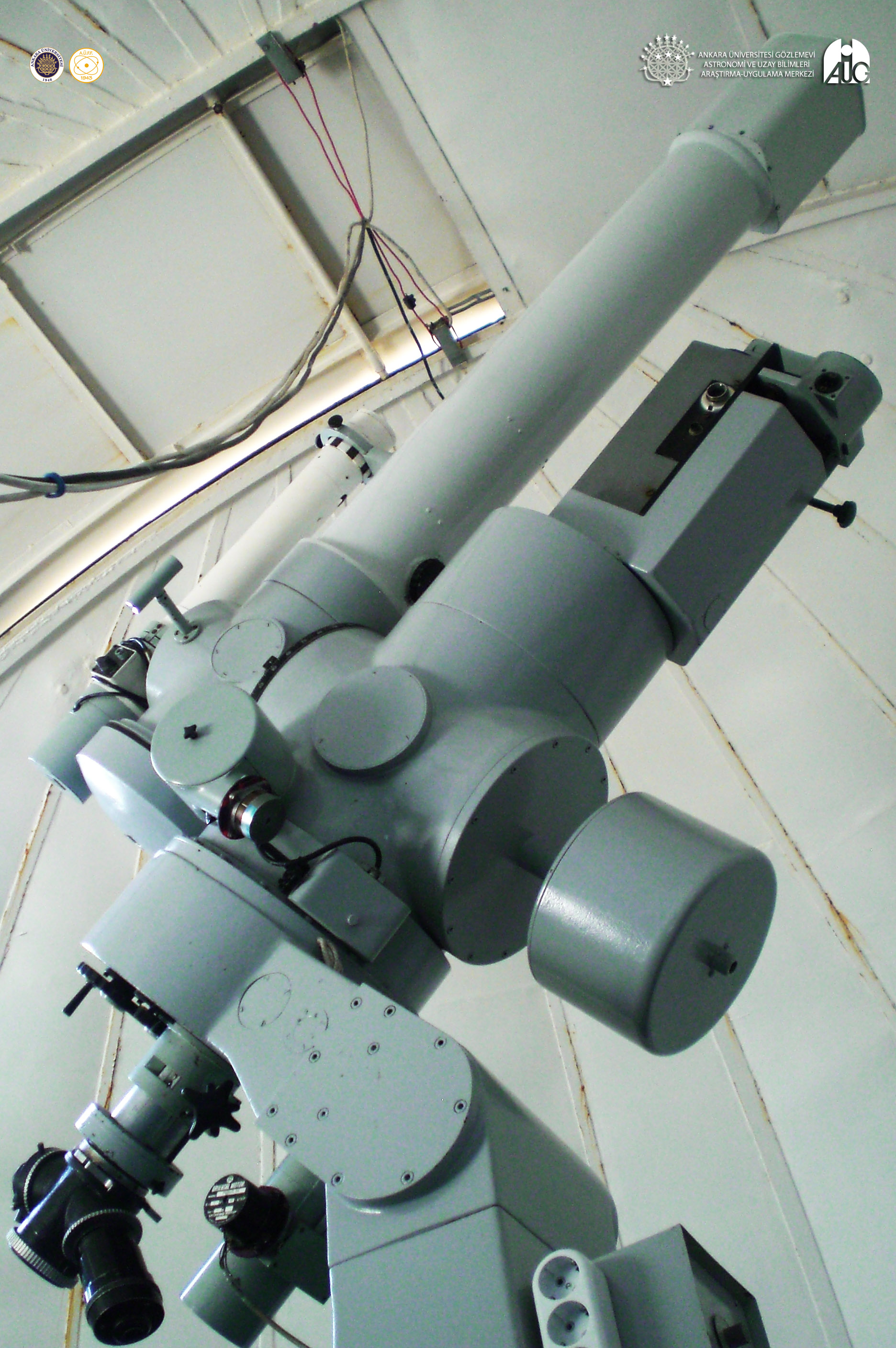
Телескоп Куде

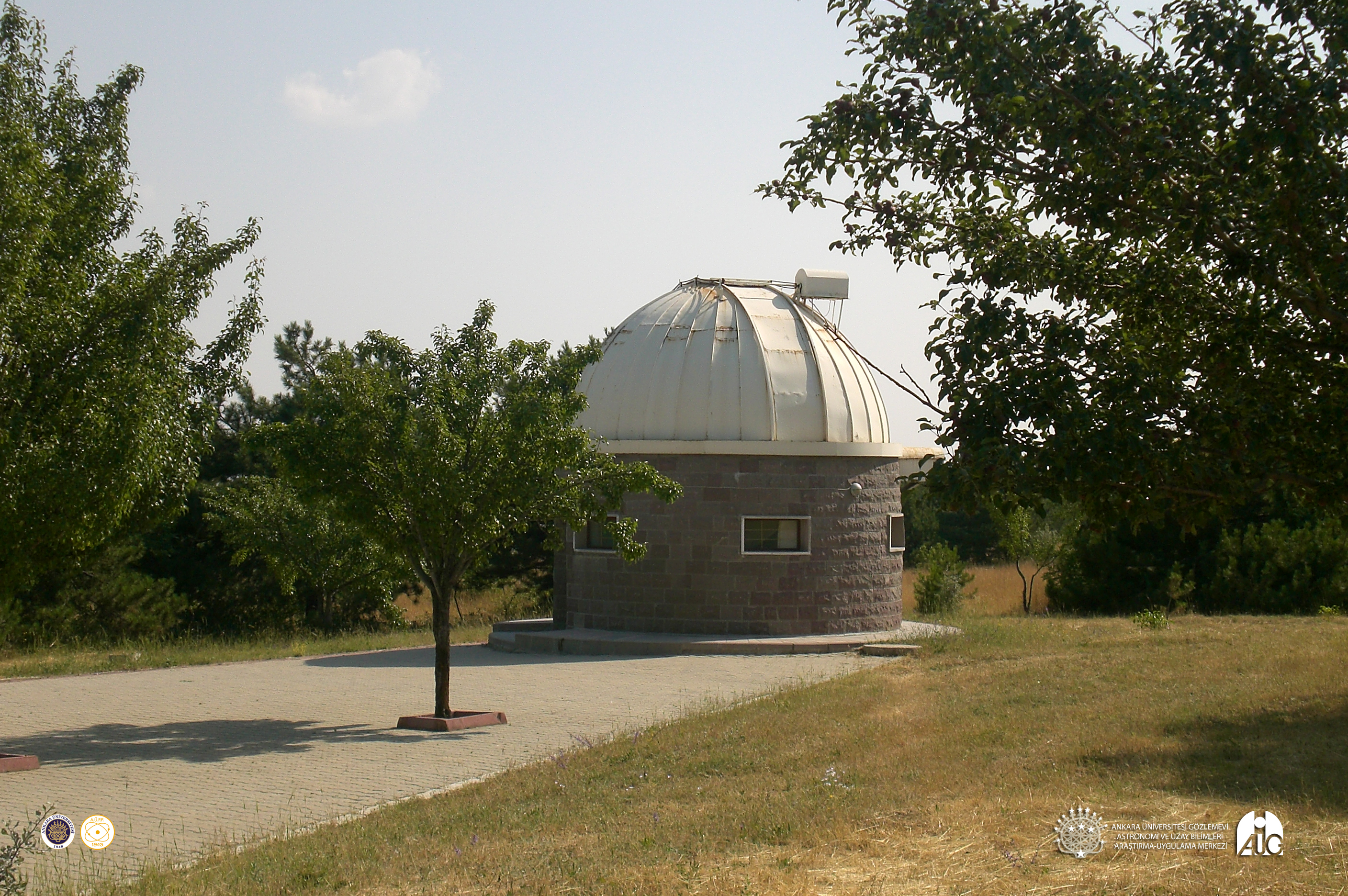
Купол телескопа Куде

- Масштаб зображення: 92 кутові секунди/мм
- Виробник: ZEISS-Oberkochen, Вюртемберг, Німеччина
- Інструменти у фокальній площині: сонячна проєкційна лінза та екран для спостереження сонячних плям, фотоапарат Contarex, монохроматор Lyott Hα, різні фільтри та окуляри.

Телескоп діаметром 150 мм типу Куде використовується для спостережень сонячних плям. На цьому телескопі також проводяться спостереження в просвітницьких цілях для гостей обсерваторії.
Інші телескопи
Для освітньої діяльності, відкритої для громадськості:
Meade LX200 8"
- Діаметр: 203 мм (8 дюймів)
- Фокусне співвідношення: f/10
- Фокусна відстань: 2000 мм
- Виробник: Meade Instruments Corp., Каліфорнія

Meade ETX-125 5"
- Діаметр: 127 мм
- Фокусне співвідношення: f/15
- Фокусна відстань: 1900 мм
- Масштаб зображення: 108 кутових секунд/мм
- Виробник: Meade Instruments
- Інструменти у фокальній площині: кольорова ПЗЗ-камера DSI-2[8]

TAD Bresser RB-60 (дві штуки)
- Діаметр: 60 мм
- Фокусна відстань: 700 мм
- Виробник: Meade Instruments

Bresser Mars Explorer ST-70
- Діаметр: 70
- Фокусне співвідношення: f/10
- Фокусна відстань: 700
- Виробник: Meade Instruments

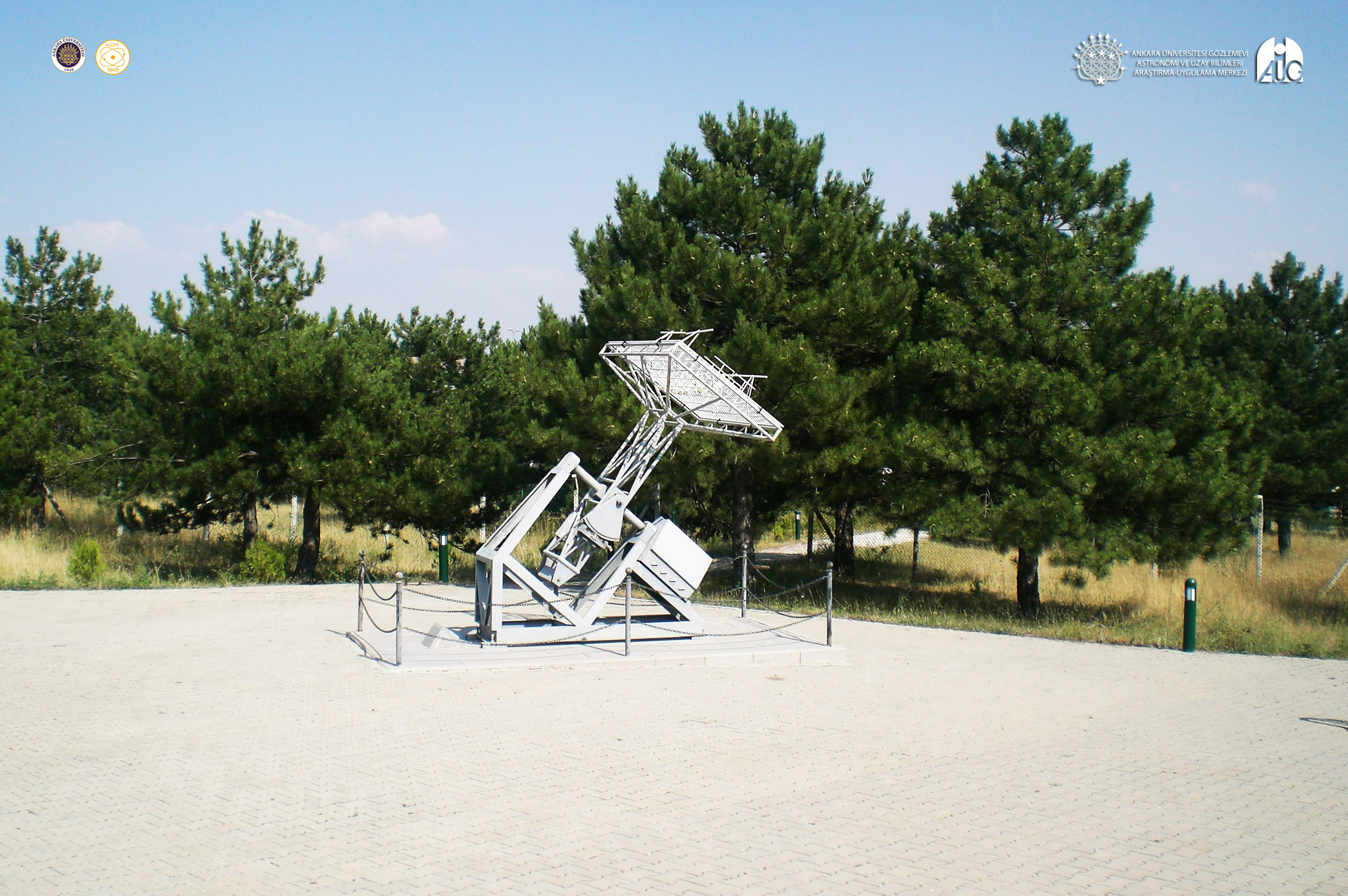
Радіотелескоп
Радіотелескоп більше не використовується.

### Метеорологічна станція
Метеорологічна станція використовується для спостереження за атмосферними умовами: температурою, вологістю, барометричним тиском, швидкістю і напрямком вітру, кількістю опадів. Зібрані нею дані публікуються в інтернеті кожні п'ять хвилин.